# Juan Ramón Jara
Juan Ramón Jara Martínez (6 de agosto de 1970) é um ex-futebolista profissional paraguaio que atuava como defensor.

## Carreira
Juan Ramón Jara representou a Seleção Paraguaia de Futebol nas Olimpíadas de 1992. Foi campeão da Copa Libertadores da América de 2002 pelo Olimpia do Paraguai. Disputou a Copa Intercontinental de 2002 quando o Olimpia perdeu o título para o Real Madrid.